# Milan-San Remo 1946
La 37e édition de la course cycliste, Milan-San Remo a eu lieu le 19 mars 1946 et a été remportée par l'Italien Fausto Coppi. Il s'est imposé en solitaire devant le Français Lucien Teisseire.

## Déroulement de la course
La victoire de quatorze minutes de Fausto Coppi sur cette édition est entrée dans la légende du cyclisme. 
Il s'agit de la première grande course d'après-guerre, Coppi la prépare méticuleusement. Il réalise l'un des grands exploits de sa carrière. Dès le début de course, il accompagne un groupe de coureurs échappés. Dans le col de Turchino, seul le Français Lucien Teisseire l'accompagne, avant de lâcher prise. Coppi effectue seul les 140 derniers kilomètres et s'impose à San Remo, après 270 kilomètres d'échappée, avec 14 minutes d'avance sur Teisseire, et plus de 18 sur les suivants, dont Mario Ricci troisième et Gino Bartali, quatrième,.
Il s'agit de sa victoire obtenue avec la grande marge sur une classique. Sur Milan-San Remo, c'est également la plus grande marge d'écart entre le premier et le deuxième depuis 1910 et la victoire d'Eugène Christophe dans des conditions extrêmes.

## Classement final
|   | Cycliste           | Équipe          | Temps           |
| - | ------------------ | --------------- | --------------- |
| 1 | Fausto Coppi       | Bianchi         | 8 h 09 min 00 s |
| 2 | Lucien Teisseire   | Ray-Dunlop      | + 14 min 00 s   |
| 3 | Mario Ricci        | Legnano         | + 18 min 30 s   |
| 4 | Gino Bartali       | Legnano         | + 18 min 30 s   |
| 5 | Severino Canavesi  | Bianchi         | + 18 min 30 s   |
| 6 | Vito Ortelli       | Benotto-Superga | + 18 min 30 s   |
| 7 | Adolfo Leoni       | Bianchi         | + 18 min 30 s   |
| 8 | Osvaldo Bailo      | -               | + 18 min 30 s   |
| 8 | Salvatore Crippa   | -               | + 18 min 30 s   |
| 8 | Emilio Croci Torti | -               | + 18 min 30 s   |
| 8 | Nedo Logli         | Welter          | + 18 min 30 s   |
| 8 | Valeriano Zanazzi  | -               | + 18 min 30 s   |